# Regne d'Anglaterra
El Regne d'Anglaterra fou un estat a l'oest d'Europa que ocupà la major part de l'illa de la Gran Bretanya i eventualment part del nord de l'actual França i que existí entre el segle x i el segle xviii, moment en el qual va esdevenir el Regne de la Gran Bretanya gràcies a la seva unió jurídica amb el Regne d'Escòcia.

## Història

### Regne de Wessex
Després de les invasions vikingues del segle ix, Anglaterra va assolir una recuperació relativament ràpida. Al comandament dels anglosaxons, Alfred el Gran, rei de Wessex (871-899), va vèncer als danesos i va arribar a controlar tot el sud d'Anglaterra, entre Wessex i Danelaw. Va transformar l'exèrcit, la justícia i l'educació; va crear una flota, va fortificar ciutats i va fundar grans escoles per als fills dels nobles i dels homes lliures i rics. Les seves reformes van assentar les bases, que van permetre als seus successors recuperar Mèrcia i Nortúmbria que, àdhuc romanien sota domini danès. A la mort d'Alfred el Gran, aquestes terres van retornar a poder danès, però el 860 foren novament retornades al domini anglosaxó, fet que va permetre que el rei Athelstan (924-939) imposés la seva autoritat sobre tots els regnes formants de l'Heptarquia anglosaxona. Durant el llarg interval de pau, es va poder reorganitzar la cultura monàstica, desmantellada pels danesos; i es va produir un gradual desenvolupament de les tradicions carolíngies. L'activitat missionera va propagar el cristianisme, arribant els missioners anglesos a predicar al mateix Regne de Dinamarca.
La pau, però, es va veure interrompuda altra vegada a principis del segle xi, amb el ressorgiment de les ambicions expansionistes daneses. Aprofitant la crisi política que vivia Anglaterra i els errors d'Etelred II, els danesos van envair novament el país. Canut va derrotar a Edmund II Ironside a la batalla d'Assandun i pel tractat signat entre els dos reis, a la mort d'Edmund els anglosaxons es van veure forçats a reconèixer com a rei Canut II de Dinamarca (1016-1035). No obstant això, la decisiva victòria de Canut va enfortir al regne anglosaxó en lloc d'afeblir-lo, va ser un governant piadós, generós amb l'Església i conciliador entre anglesos i danesos. Gràcies a l'obra de Canut Anglaterra va ser el país més civilitzat de l'Europa occidental durant la primera meitat del segle xi. El govern reial va funcionar mitjançant una burocràcia incipient i l'exèrcit professional permanent li va donar més seguretat que mai.
Després de la mort de Canut II i els seus successors, Anglaterra entrà en crisis i la corona tornà l'any 1042 a la dinastia saxona en la persona d'Eduard III d'Anglaterra (1042-1066). En aquesta etapa Anglaterra experimenta un debilitament enfront dels perills exteriors, i l'aristocràcia anglosaxona adquireix un gran poder, assumint la tasca de defensar el regne.

### Dinastia normanda

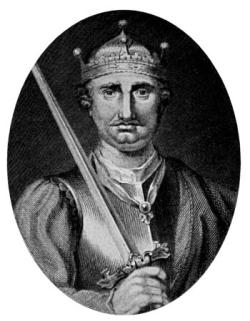
Guillem el Conqueridor

Acorralada per les pretensions dels noruecs i normands l'Anglaterra anglosaxona sucumbeix a la batalla de Hastings l'any 1066 enfront de l'exèrcit normand de Guillem el Conqueridor. Amb la conquesta normanda Anglaterra experimenta profundes transformacions en les seves estructura bàsiques: així la vella casta dirigent anglosaxona va ser, en bona part, reemplaçada per una nova noblesa basada en l'element normand vencedor, ja que els títols nobiliars eren inherents a la possessió territorial. Es va introduir, així mateix, un sistema feudal que reservava grans quotes de poder a la Corona, imposant-se representants reals (sheriff) en cada comtat; i l'Església va ser reformada, a partir de 1070, sota les regnes de Lanfranc adequant-se al nou model. Dins d'aquesta estructura centralitzada, que buscava salvaguardar l'autoritat reial, Guillem i els seus successors hagueren de cedir considerables quotes de poder. Es van reforçar els poders de l'Església per a assegurar el suport del papat enfront d'altres aspirants al tron; i la noblesa feudal va obtenir el reconeixement d'alguns privilegis i llibertats en canvi de la seva lleialtat. Aquestes concessions si bé es van girar contra la pretesa política centralitzadora i absolutista de la Corona, van permetre a Enric I (1100-1135) consolidar el nou règim normand a Anglaterra i van garantir la pau durant el seu regnat.

### Dinastia Plantegenet
Malgrat tots els assoliments anteriors, el regnat d'Esteve de Blois (1135-1154) va estar marcat pels enfrontaments entre els nobles i el clergat i les disputes entorn del tron, que només van acabar l'any 1154 amb l'ascens de la Dinastia Plantegenet, de la casa d'Anjou, al poder.

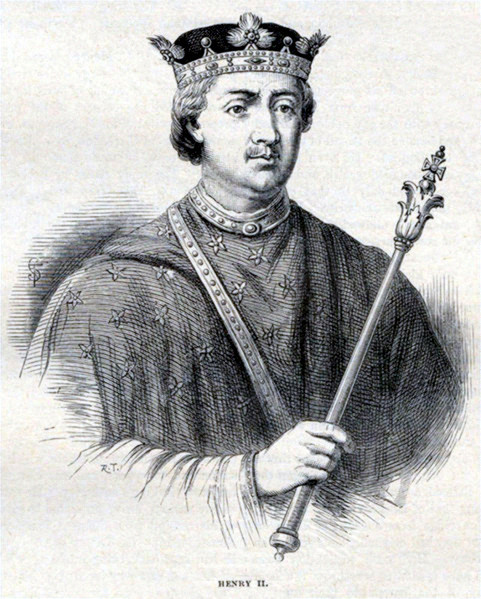
Enric II d'Anglaterra

Una vegada resolts els problemes interns va poder ampliar les seves possessions i augmentar la seva influència a l'exterior durant la segona meitat del segle xii. Enric II (1135-1154) va incorporar els territoris controlats per la casa d'Anjou al Regne de França, que comprenien el comtat d'Anjou, Maine i Turena, als quals es van unir el poderós ducat d'Aquitània pel seu matrimoni amb Elionor d'Aquitània l'any 1152, i Irlanda, conquerida l'any 1172. Aquestes enormes possessions territorials es van veure complementades amb la creació d'una xarxa d'aliances i vassallatges en la qual van entrar Flandes (1163), Escòcia (1173), Bretanya (1185) i Gal·les, fet que va permetre a Anglaterra enfortir la seva posició enfront de les seves més aferrissats rivals: la Dinastia Capet de París.
El govern d'Enric II va reformar l'administració i la justícia; i va intentar enrobustir el poder reial. Però la política centralitzadora va provocar incessants friccions entre la noblesa feudal i el rei, i ho va enfrontar a l'Església entre 1164 i 1170, que, dirigida per Tomàs Becket, va refusar sotmetre's a l'autoritat reial, assolint conservar bona part dels seus privilegis. Aquests conflictes, units a les despeses de Ricard Cor de Lleó (1189-1199) durant la Tercera Croada i al desordre regnant a final de segle, van iniciar la decadència del poder anglès a l'exterior i van soscavar el poder de la monarquia dins el regne.
L'arribada dels normands va unir Anglaterra a les tradicions culturals del continent. Es va introduir la llengua francesa a l'illa, sobretot entre la noblesa i l'alt clergat, fet que afectaria el vocabulari i la sintaxi angleses. En l'arquitectura eclesial els normands van introduir un estil monumental d'arquitectura romànica, amb la qual cosa, durant uns 100 anys les antigues catedrals anglosaxones van donar lloc a grans esglésies noves com la catedral de Durham. Però la primera meitat del segle xiii veu l'aparició a Anglaterra d'un nou estil, el gòtic, que mostra una acusada influència francesa sobretot en una primera etapa. També van arribar nous ordes monàstics, vinguts de l'Europa continental. El primer d'aquests ordes va ser el dels cistercencs, arribat el 1128, seguit pels dominics el 1221, els franciscans el 1224 i els carmelites el 1240, tots els quals van tenir un paper destacat en l'economia agrària de l'Anglaterra medieval.
En la seva dimensió més domèstica, l'Anglaterra d'aquella època era un país fonamentalment agrícola. Els habitants pre-normands, anglosaxons i danesos vivien en parròquies, que constituïen les unitats bàsiques d'administració, i rendien cult en esglésies amb altes torres sovint construïdes de pedra. Aquest sistema es va mantenir després de l'arribada dels normands, però es va produir un notable augment en el nombre d'esglésies, monestirs i, especialment, llogarets, adquirint el feu una major importància. Es van construir sòlids castells de pedra o cases feudals fortificades per a defensar les famílies aristocràtiques.
Tot i que la majoria de la població era rural, la quantitat de ciutats va augmentar durant el període medieval. Les ciutats es van convertir en centres administratius, polítics, industrials i en mercats, on es portava la producció agrícola excedent i s'intercanviava per productes manufacturats i matèries primeres. Els articles de ceràmica es fabricaven tant en les àrees rurals com urbanes i fins i tot s'importaven des d'Europa a través dels ports de Scarborough, York i Kingston upon Hull al mar del Nord. Altres indústries importants eren la tèxtil, del cuir i de la llana, jugant els monestirs també, un paper important en aquestes indústries.

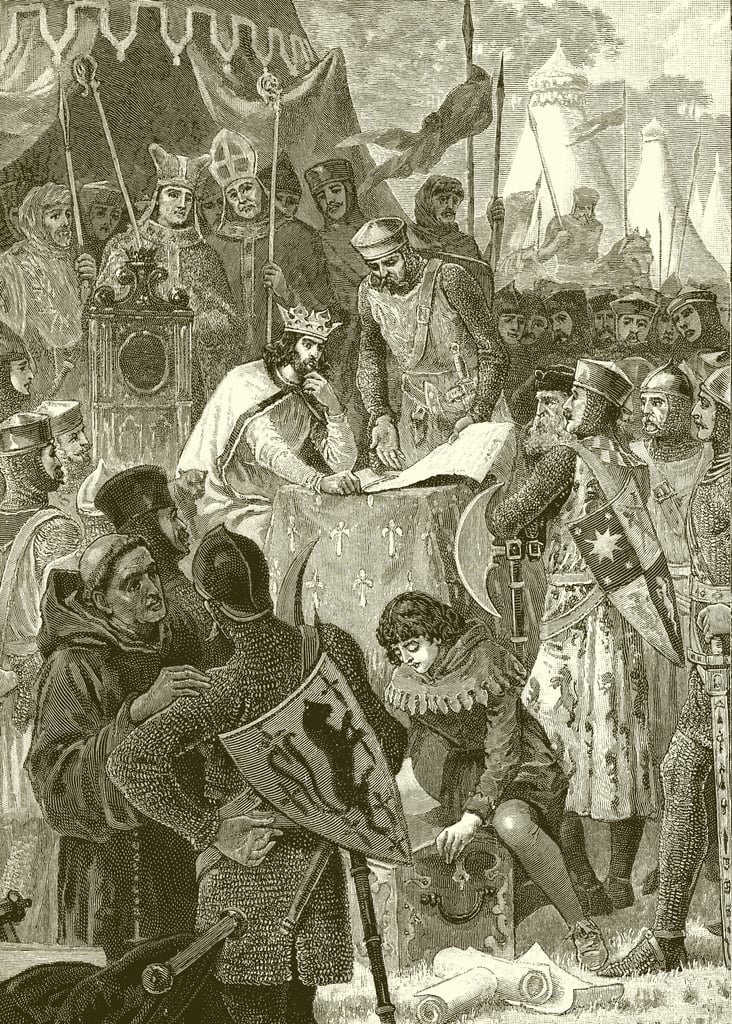
Joan I d'Anglaterra signant la Carta Magna l'any 1215

El segle xiii va ser un període de crisi. Entre 1204 i 1214 Anglaterra es va enfrontar a una coalició liderada pel Regne de França, guerra que va acabar amb la pèrdua de Normandia, Anjou i Poitou. La noblesa, descontenta, va aprofitar aquests esdeveniments per a revelar-se i forçar al rei Joan I (1199-1216) a atorgar la Carta Magna el 1215. Aquest document va consolidar i va reforçar les llibertats obtingudes pel clergat i la noblesa dels monarques anteriors, va formalitzar els límits a l'autoritat de la Corona i va crear el Parlament; convertint-se en la base de les llibertats polítiques angleses. Després de la mort de Joan, el seu fill Enric III (1216-1272), va sumir al país en la ruïna amb el seu ambiciós somni de dominar Sicília i Alemanya. El fracàs de la política exterior, la instal·lació d'estrangers al govern i al clergat i, sobretot, el desconeixement de la Carta Magna pel rei; van acabar per irritar a la noblesa. Aquesta es va revelar novament el 1264, contra la Corona, encapçalada per Simó V de Montfort; i va vèncer al sobirà. Només després de la derrota dels nobles en batalla d'Evesham Enric III va poder recobrar el poder, però reconeixent l'estructura establerta per la Carta Magna. Així el poder dels monarques anglesos va quedar encara més limitat en endavant, principalment amb l'establiment definitiu del Parlament l'any 1265, al que es van incorporar els representants de les ciutats a fi de frenar el monopoli que posseïa en solitari la noblesa, quedant dividit en dos càmeres, dels Lords i dels Comuns.
Les coses van millorar a fins de segle, Eduard I (1272-1307) va concloure la conquesta de Gal·les el 1284, creant-se el títol de Príncep de Gal·les per als hereus del tron anglès, i va intervenir al Regne d'Escòcia, intentat reunir aquest territori amb Anglaterra, però tots els seus intents van fracassar enfront de la resistència del poble escocès, confirmant Escòcia la seva independència l'any 1314 després de la batalla de Bannockburn. En política interna es va ocupar de limitar i reduir d'una o altra forma la influència dels senyors feudals i d'enfortir sistemàticament el Parlament, però amb la seva mort ocorreguda el 1307 inicià un nou període d'anarquia que va concloure tan sols sota el govern d'Eduard III (1327-1377).

### Guerra dels Cent Anys

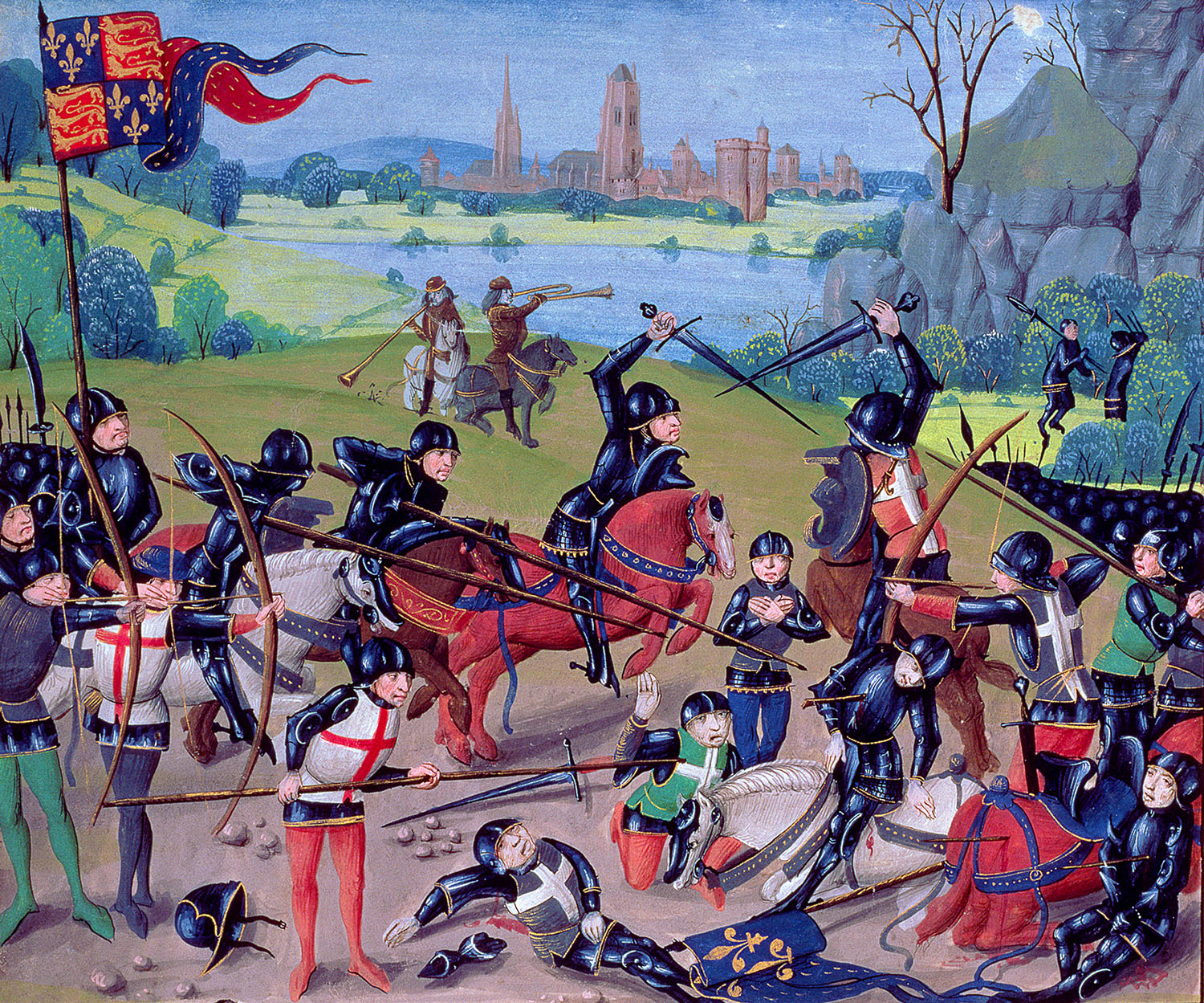
Imatge de la batalla d'Agincourt

El segle xiv va estar dominat per la Guerra dels Cent Anys, iniciada el 1337, i que tenia les seves causes, principalment, en les velles rivalitats dinàstiques entre Anglaterra i França, que existien des de 1204 per la pèrdua dels dominis angevins a França. Els reis anglesos van intentar conquistar França durant 120 anys i després d'una sèrie de victòries inicials per part d'Anglaterra entre 1340 i 1356 els francesos van poder reposar-se, a la fi del segle, i recuperar la major part dels territoris conquerits pels anglesos. La victòria anglesa a la batalla d'Agincourt el 1415 només va marcar el principi d'un nou cicle de triomfs que Anglaterra mai va poder consolidar.
En l'àmbit intern, durant el segle xiv, Anglaterra és assotada per la pesta negra, que entre 1348 i 1397 reduïx a la meitat la població del país. També moltes de les característiques de l'economia rural van començar a canviar en tornar-se el clima més fred i humit. Moltes terres marginals van deixar de ser aptes per a l'agricultura, i la criança d'ovelles va passar a ser més viable, cosa que alhora va requerir menor força laboral, motivant el desplaçament de la població a llogarets més prosperes i ciutats. El descontentament popular per la crisi econòmica, l'alça d'impostos i el radicalisme religiós, motiva la gran revolta camperola de 1381, liderada per Wat Tyler, que no aconsegueix les millores esperada pel poble.

### Problemes dinàstics

Emblemes de la Casa de York (esquerra) i Lancaster (dreta).

El regnat de Ricard II (1377-1399) suposa el començament de la disputa pel tron d'Anglaterra entre les cases de York i Lancaster, ambdues branques de la Dinastia d'Anjou. La Casa de Lancaster ocupa el tron de forma contínua entre 1399 i 1461 amb Enric IV, Enric V i Enric VI, però la incapacitat d'aquest últim, unit a la derrota definitiva d'Anglaterra en la guerra amb França i a la multiplicació dels nobles amb exèrcits privats, van fer que la legitimitat de la línia de reis Lancaster passés a estar plagada de dubtes, enfortint les pretensions de la Casa de York. Ambdues branques es van enfrontar entre 1455 i 1485 en la Guerra de les Dues Roses. Els incessants enfrontaments van derivar en la formació d'un partit transversal que buscava posar fi a la guerra, el qual donat suport per França, i al capdavant d'Enric Tudor va vèncer als York a la batalla de Bosworth de 1485. Finalment Enric Tudor fou nomenat rei i va posar fi a la guerra conciliant a ambdós bàndols i iniciant una nova era per Anglaterra.

### Tudor i Estuard

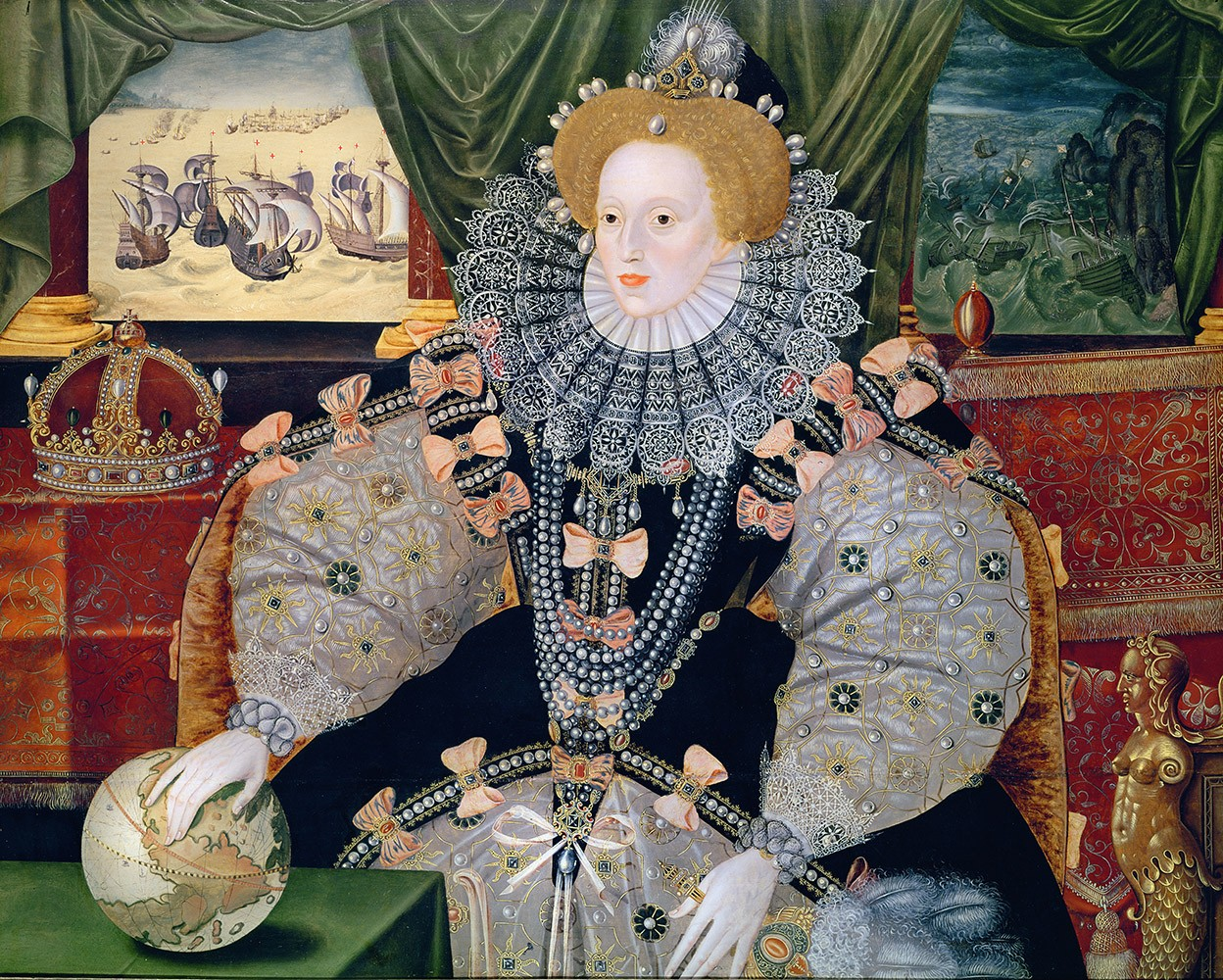
Retrat d'Isabel I d'Anglaterra, la «reina Verge», realitzada per commemorar la desfeta de l'Armada Invencible l'any 1588.

Enric VIII (1509-1547), segon rei de la Dinastia Tudor, va aconseguir fusionar el País de Gal·les amb el Regne d'Anglaterra. Gal·les va deixar així de ser un feu personal del rei d'Anglaterra per esdevenir un territori annex al Regne d'Anglaterra i amb representació al Parlament d'Anglaterra. Així mateix, l'any 1541 fou nomenat rei d'Irlanda pel Parlament d'Irlanda, esdevenint aquest Regne una unió personal amb Anglaterra. El divorci d'Enric VIII amb la seva primera esposa Caterina d'Aragó provocà l'excomunió del rei anglès per part del papa Climent VII, i es convertí així en líder de l'anglicanisme.
Durant el regnat de la catòlica Maria I (1553-1558) s'alià amb el rei Felip II de Castella, amb el qual es casà, i el 1558 perdé el port de Calais a mans de Francesc de Guisa en nom del Regne de França. La dinastia Tudor finalitzà amb el regnat d'Isabel I (1558-1603), una reina profundament anticatòlica.
Aquesta última, sense cap hereu directe al tron, provocà l'ascens al tron britànic del familiar llunyà i rei protestant Jaume VI d'Escòcia, que regnà a Anglaterra amb el nom de Jaume I d'Anglaterra, iniciant així el regnat de la Dinastia Estuard. Tot i la unió de les corones d'Anglaterra i Escòcia sota un mateix monarca ambdós regnes es mantingueren separats i independents fins a l'any 1707.

### La Commonwealth i el Protectorat

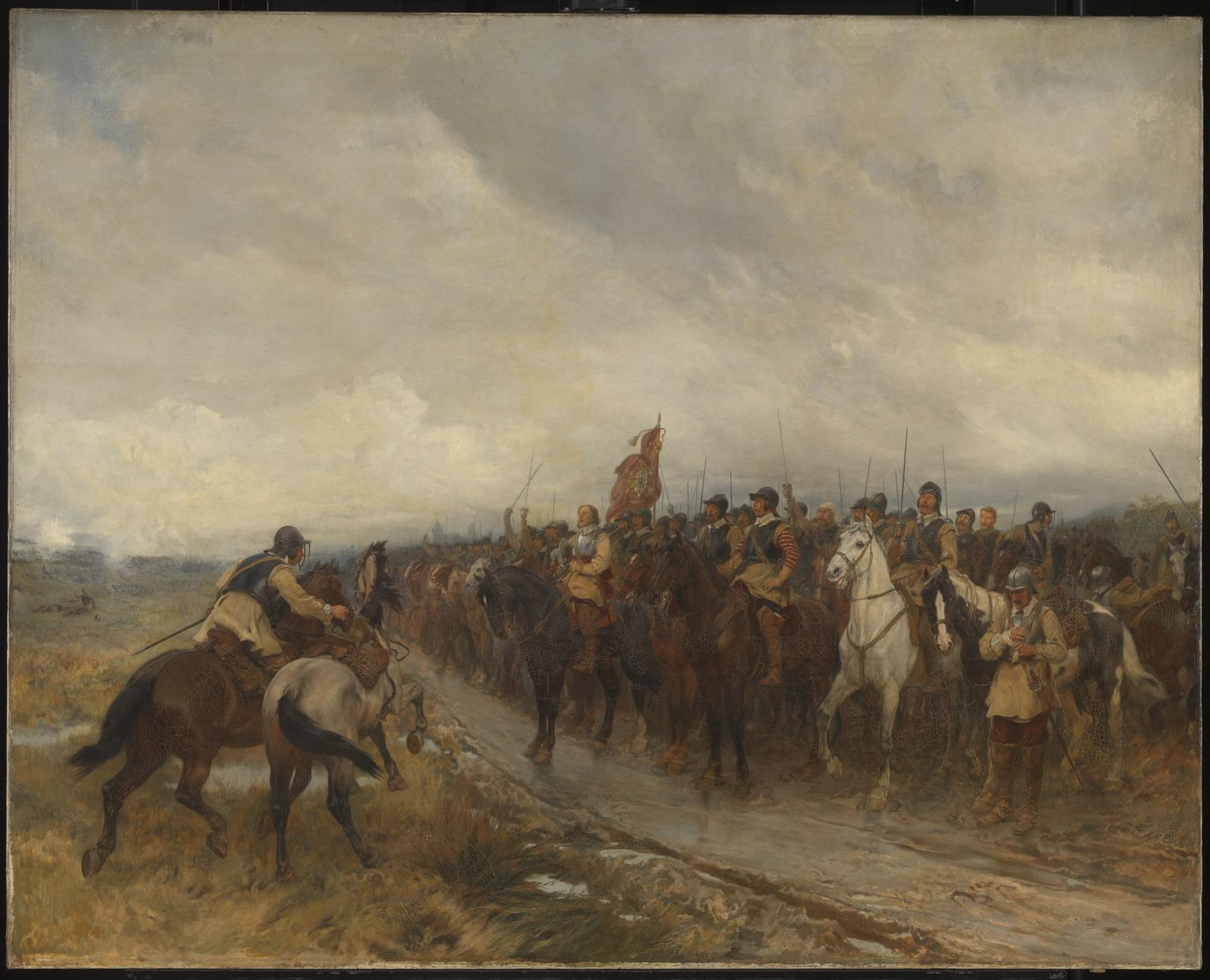
Cromwell a Dunbar. Oliver Cromwell uní a la força el conjunt de les Illes Britàniques creant la Commonwealth d'Anglaterra.

L'absolutisme de Carles I (1625-1649) provocà l'inici de la Guerra civil anglesa, que finalitzà amb el regicidi del rei. A la seva mort s'instaurà una república coneguda amb el nom de Commonwealth d'Anglaterra sota el govern d'Oliver Cromwell, el qual aconseguí unir sota el mateix poder Anglaterra, Irlanda i Escòcia.
Cromwell, però, instaurà l'any 1653 una nova forma de poder, el Protectorat, sent nomenat Lord Protector (un títol que convertí aquesta república en monarquia), títol que va mantenir fins a la seva mort i que recaigué posteriorment en el seu fill Richard Cromwell. L'anarquia desenvolupada en l'estat i la feblesa de Richard Cromwell en les tasques de govern li impediren mantenir el seu "imperi", renunciant al seu títol el 1659. Immediatament fou restablerta la Commonwealth d'Anglaterra, però les seves inestabilitat aconseguiren la restauració de la monarquia anglesa l'any 1660 en la figura de Carles II (1660-1685).

### Unió amb Escòcia
L'any 1707 la signatura de l'Acta de la Unió fou ratificada pel Parlament d'Escòcia i d'Anglaterra, formant el Regne de la Gran Bretanya (1707-1801), la unió total entre els regnes d'Anglaterra i Escòcia. Anna I (1702-1714), l'última monarca de la Dinastia Stuart, es convertí l'any 1707 en el primer monarca del nou regne. Per la signatura d'aquesta Acta, els Parlaments dels dos regnes es fusionaren en el Parlament de la Gran Bretanya, situat a Westminster (Londres).